# Ludwig Keller
Ludvig Keller (Fritzlar, 28 maggio 1849 – Berlino, 9 marzo 1915) è stato un archivista e storico tedesco, noto per i suoi scritti sulla Riforma, l'anabattismo e la Massoneria..

## Biografia
Dal 1868 studiò presso le Università di Lipsia e Marburgo. Durante i suoi studi fu membro della Marburger Burschenschaft Germania.
Nel 1874 divenne archivista presso l'Archivio di Stato di Marburgo. Poco tempo dopo, si trasferì nell'Archivio di Stato di Münster, che diresse dal 1881 al 1895. Dal 1895 in poi, lavorò presso gli archivi di stato classificati di Berlino.
Nel 1897 fu ammesso nella loggia massonica Zur Einigkeit und Standhaftigkeit (dell'Unità e della Fermezza) a Kassel. Nel 1899 aderì alla loggia Urania zur Unsterblichkeit (Urania per l'immortalità) di Berlino. In seguito, divenne Grande Oratore della Gran Loggia Reale di York sull'Amicizia (Großen Landesloge Royal York zur Freundschaft). All'interno di questa gran loggia ricoprì la carica di Maestro Supremo ( Oberster Meiste).
Fu il fondatore e presidente della Comenius-Gesellschaft zur Pflege der Wissenschaft und der Volksbildung (Società “Comenio” per il Progresso della Scienza e dell'Educazione Popolare). Fu autore di numerose biografie nell{‘}Allgemeine Deutsche Biographie.

## Opere selezionate
- Geschichte der Wiedertäufer und ihres Reichs zu Münster, 1880
- Die  Gegenreformation in Westfalen und am Niederrhein, 1881
- Ein Apostle der Wiedertäufer, 1882
- Die Reformation und die älteren Reformparteien : in ihrem Zusammenhange dargestellt, 1885
- Die Waldenser und die deutschen Bibelübersetzungen, 1886
- Zur Geschichte der altevangelischen Gemeinden : Vortrag, 1887
- Johann von Staupitz und die Anfänge der Reformation, 1888
- Die Idee der Humanität und die Comenius-Gesellschaft, 1907
- Die geistigen Grundlagen der Freimaurerei und das öffentliche Leben, 1911
- Die freimaurerei : Eine Einführung in ihre Anschauungswelt und ihre Geschichte, 1914.[4]